# Heath
Heath je priimek več oseb:
- Edward Heath (1916–2005), britanski politik, premier
- George Heath (1862–1943), ameriški dirkač
- Gerard William Egerton Heath, britanski general
- Joseph Heath, kanadski filozof, etik
- Lewis Macclesfield Heath, britanski general